# Yatsushiro
Yatsushiro (japanska: 八代市  ?, Yatsushiro-shi) är en stad i Kumamoto prefektur i Japan. Staden fick stadsrättigheter 1940.

## Kommunikationer
Shin-Yatsushiro station ligger på Kyūshū Shinkansen-linjen som ger förbindelse med höghastighetståg till Kagoshima och Hakata (Fukuoka).